# Ritratto virile (Bernardino de' Conti)
Il Ritratto virile è un dipinto a olio su tavola (42x32 cm) di Bernardino de' Conti, databile al 1490-1510 circa e conservato nella Galleria degli Uffizi a Firenze.

## Storia e descrizione
La prima citazione dell'opera risale al 1753, come autoritratto di Luca di Leida nell'inventario delle Gallerie fiorentine. Fu esposta in galleria dal 1881, poi fu conservata in deposito per qualche anno; è stata reinserita nel percorso espositivo dal 1908, con l'attribuzione al Conti.
La tavoletta, la cui autografia venne ribadita da Berenson, mostra un notabile in abiti scuri ritratto a mezzo busto di profilo, girato verso sinistra, su sfondo scuro. L'impostazione è un po' rigida e il modellato sommario. Il taglio di capelli a caschetto è tipico della corte sforzesca dell'epoca.
Originariamente la tavola era ottagonale, poi ridotta a un formato rettangolare con l'aggiunta di ali.